# Loubaresse (Ardèche)

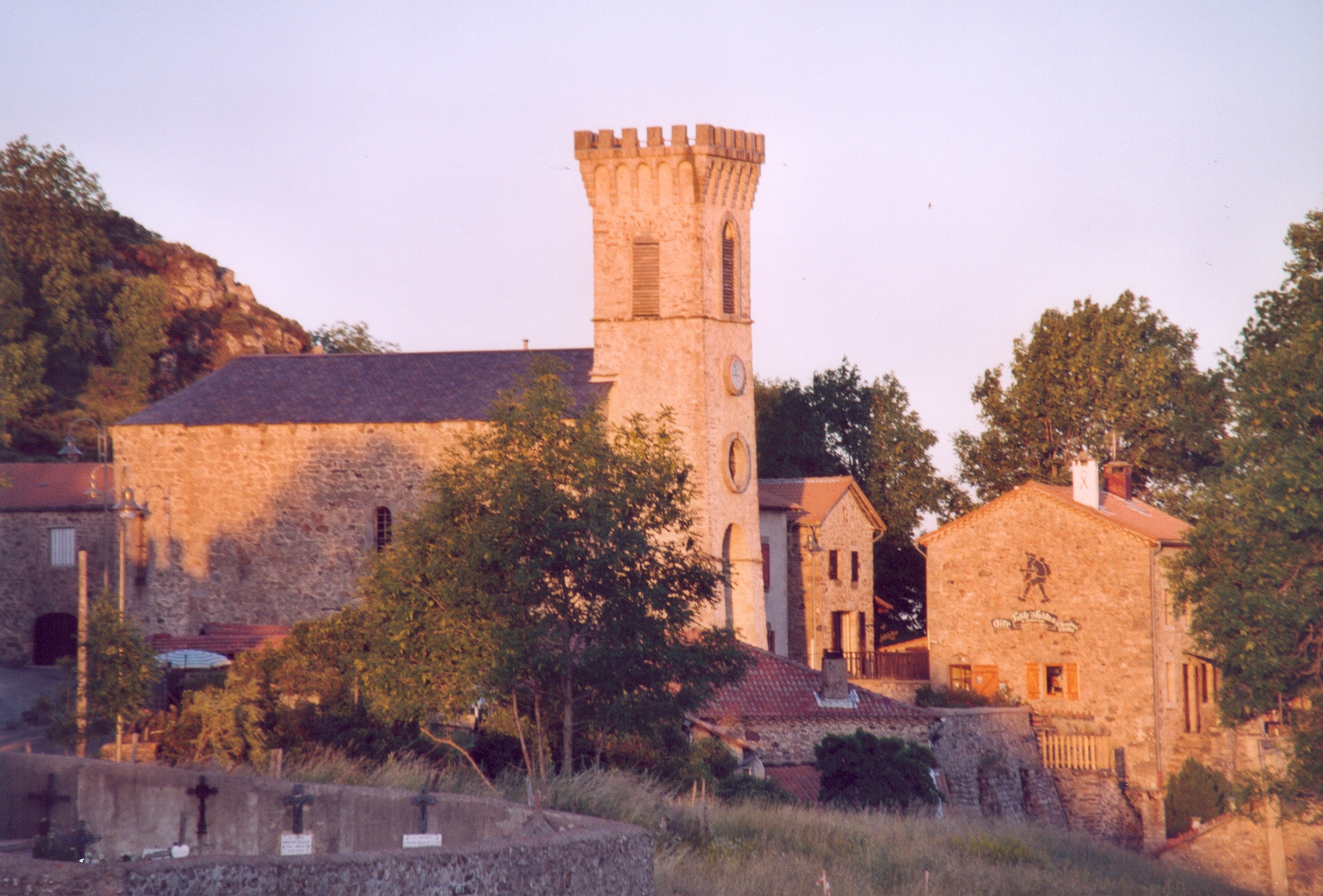
Kościół z 1843 roku (2006)

Loubaresse – miejscowość i gmina we Francji, w regionie Owernia-Rodan-Alpy, w departamencie Ardèche.
Według danych na rok 1990 gminę zamieszkiwało 26 osób, a gęstość zaludnienia wynosiła 3 osoby/km² (wśród 2880 gmin regionu Rodan-Alpy Loubaresse plasuje się na 1590. miejscu pod względem liczby ludności, natomiast pod względem powierzchni na miejscu 1228.).